# Кольюр
Кольюр, Колиур (фр. Collioure) — курортный город и коммуна на юге Франции, близ границы с Испанией. Расположен на западном побережье Лионского залива Средиземного моря, западнее мыса Беар. Граничит с Пор-Вандр на юго-востоке и Аржелес-сюр-Мер на северо-западе. Административно относится к округу Сере в департаменте Восточные Пиренеи в регионе Лангедок-Руссильон.
В апреле 1642 года войска французского короля Людовика XIII осадили Кольюр, удерживаемый испанским гарнизоном, в ходе Сегадорского восстания и франко-испанской войны (1635—1659). 10 апреля испанцы сдались.
6—29 мая 1794 года французские войска генерала Жака Франсуа Дюгомье осаждали Кольюр, удерживаемый испанским гарнизоном, в ходе французских революционных войн. После того как испанцы сдались, французское революционное правительство приказало казнить пленников.
С середины XIV века в Кольюре существует промысел анчоусов, тунца и сардин.

Анри Матисс. Вид Коллиура

В Кольюре работали представители фовизма. Летом 1905 года сюда приехал Анри Матисс и снял под студию дом. Здесь он написал картину «Открытое окно», первую из серии кольюрских пейзажей. Здесь Матисс отказался от использования техники пуантилизма в пользу фовизма. Затем Матиссу составил компанию Андре Дерен, который также создал серию кольюрских пейзажей.
В числе основных достопримечательностей — королевский замок Кольюр и церковь Нотр-Дам-дез-Анж, где хранятся мощи святого Викентия Коллиурского, покровителя Кольюра.